# Szabbetaj Don-Jichja
Szabbetaj Don-Jichja (hebr.: שבתאי דון-יחיא, ang.: Shabtai Don-Yichye, ur. 1909 w Marienhausen, zm. 19 grudnia 1981) – izraelski polityk, w 1965 poseł do Knesetu z listy Narodowej Partii Religijnej (Mafdal).
W wyborach parlamentarnych w 1965 po raz pierwszy i jedyny dostał się do izraelskiego parlamentu ale już 1 grudnia ustąpił, a mandat po nim objął Faridża Zu’arec.